# 刘城达
刘城达（Liew Seng Tat，1979年9月30日—），马来西亚电影工作者，曾编导多部独立短片及一部电影，作品包括《草莓面包》（Bread Skin with Strawberry Jam）、《花》（Flower）、《戴头巾织筲箕》（Tudung）、《口袋里的花》等。他所执导的电影和短片曾参与多项国际电影节，并获得釜山、鹿特丹等国际电影节所颁发的奖项肯定。

## 生平简介
刘城达生于1979年9月30日，家乡在吉隆坡增江。他毕业自马来西亚多媒体大学，主修三维动画。毕业后，他开始投入独立短片创作，曾夺得多项国内短片奖。2004年，他与阿米尔·莫哈末、李添兴和大学同窗陈翠梅共同创立了大荒电影制作公司。他们彼此支援，经常在对方的作品中演出或担任幕后工作。
除了电影和短片创作外，刘城达也曾受邀指挥社区艺术活动《搬家计划》（Projek Angkat Rumah）。2011年，他也参与了净选盟2.0社会运动，并与网络创作歌手共同推动国内的民主改革。

## 电影、短片、音乐视频、纪录片创作列表
| 年份 | 作品名称                                                                        | 职衔     | 备注                                 |
| 2002 | 《唔好搞搞震》（DON'T PLAY PLAY，7分钟）                                        | 导演     | 三维动画                             |
| 2003 | 《草莓面包》（又译作《面包皮和草莓酱》，Bread Skin with Strawberry Jam，8分钟） | 导演     |                                      |
| 2004 | 《还要去医院吗？》（Not Cool，20分钟）                                          | 导演     |                                      |
| 2005 | 《花》（Flower）                                                                | 导演     |                                      |
| 2006 | 《戴头巾织筲箕》（Tudung，3分钟）                                               | 导演     | 纪录片，与赞·阿兹力（Zan Azlee）合制 |
| 2006 | 《艳阳天》（Matahari）                                                          | 导演     | 纪录片                               |
| 2006 | 《恋爱中的男人》（Man In Love，4分钟）                                          | 导演     |                                      |
| 2006 | 《女儿》（Daughters，10分钟）                                                   | 导演     | 鹿特丹国际电影节赞助作品             |
| 2007 | 《口袋里的花》（Flower in the Pocket，97分钟）                                  | 导演     | 获2007年釜山电影节新潮流奖及观众奖   |
| 2009 | 《清真食品》（Halal，5分钟）                                                    | 导演     | 马来西亚15短片计划作品               |
| 2010 | 《搬家！》（Projek Angkat rumah）                                               | 创意策划 | 社区艺术活动                         |
| 2011 | 《萨米维鲁你好嘢》（Samy Vellu You Boleh，5分钟）                               | 导演     | 音乐录影                             |
| 2011 | 《我想結婚》（Marriage，6分钟）                                                 | 导演     | 音乐录影                             |
| 2011 | 《709》（4分钟）                                                                | 导演     | 音乐录影                             |
| 2011 | 《欢迎光临辐射村》（14分钟）                                                    | 导演     |                                      |
| 2015 | 《鄉民遇上冒牌鬼》（94分钟）                                                    | 导演     |                                      |